# Астрецова, Светлана Константиновна
Светлана Константиновна Астрецова (род. 16 октября 1990, Москва) — российский режиссёр, продюсер, поэт.
Член Экспертного совета Министерства культуры РФ по неигровому кино (с июля 2020 г.)

## Биография
Окончила Институт журналистики и литературного творчества при Союз журналистов Москвы по специальностям тележурналистика и режиссура документального кино (Мастерская В. С. Калинина) и литературное творчество (Мастерская Л. А. Аннинского).
В 2015 году выпустила в свет дебютный поэтический сборник «По направлению к готике», который в 2017 году был переиздан компанией Ridero под названием «В руках у вас».
С 2016 года режиссёр, продюсер, сценарист кинокомпании «Вишневый сад».
Первая режиссёрская и сценарная работа Астрецовой — документальный фильм «Купец на все времена. Виртуальный музей Сергея Дягилева» — история жизни и творчества Сергея Дягилева, человека, познакомившего Европу с русским искусством Серебряного века. Фильм был представлен в «Российских программах» 39-го ММКФ, а также показан во Франции
 и Казахстане
.
В 2018 году на экраны вышел документальный телепроект «Класс», приуроченный к 280-летнему юбилею «Академии русского балета имени А. Я. Вагановой» и Году балета в России. В фильме приняли участие ректор академии Николай Цискаридзе, известные педагоги, ученики. Мемуары Агриппины Вагановой в фильме озвучены Аллой Демидовой. Телепремьера прошла на канале Россия-К. Критики отмечали, что «фильм отличается от большинства документальных лент необыкновенно выверенной логической точностью». Кроме того критики оценили художественный язык автора, его последовательность в выборе тем для фильмов
 и умение «сделать историю русского балета достоянием широкого круга зрителей».
В 2019 году к юбилею А. Н. Вертинского вышел фильм «Вертинский. Одинокий странник», в котором снимались Эдвард Радзинский, Андрей Макаревич и Дмитрий Воденников. Фильм был показан по каналам «Россия-К», «ОТР», «НТВ Мир»
. Фильм вышел в прокат в кинотеатрах России (прокатчик Cinemaus Studio). Интернет-релиз был выпущен компанией «Веста».Фильм был представлен в программе 41-го Московский международный кинофестиваль Был представлен на фестивалях: Русское зарубежье (кинофестиваль), «Бродский фест», «Лучезарный ангел», «Русское зарубежье», «Влюблённые в искусство», «На благо мира», «Журавли» и др. Отмечен рядом призов, получил положительные оценки критиков. В частности, они отмечали, что одной из удач фильма стал тщательно реконструированный исторический фон, контекст, в который включены и участники картины, и зрители.
«Вертинский. Одинокий странник» — один из немногих документальных фильмов, который шёл в кинопрокате по всей России и включался в рейтинги наряду с художественными картинами.
В 2021 году издательство АСТ выпустило в свет книгу Светланы Астрецовой «Зеркальный лабиринт».
Сборник, включивший в себя стихотворения, философские притчи, авторскую графику, а также художественные переводы поэзии Жана Кокто, был впервые представлен на книжном фестивале «Красная площадь» и вызвал активное обсуждение в СМИ.
По словам поэта и философа Владимира Микушевича, книга «обладает свойством, не так уж часто встречающимся в современной поэзии: она, подобно лабиринту, вовлекает в себя читающего» и является «едва ли не первым опытом поэтического освоения жутковатой культуры самоизоляции, в которой оживают древние поверья».
По мнению писателя Андрея Максимова: «Стихи Светланы Астрецовой очень умело, я бы даже сказал изысканно написанные, могут вызывать и восторг, и гнев потому что это очень своеобразная поэзия. Мы привыкли, что поэт — это тот, кто исповедуется. Мне показалось, что Светлана как бы играет разные роли, и её книга — это театр одной актрисы».
«Зеркальный лабиринт» стал лучшей книгой в номинации «Художественная литература» по версии Независимой газеты за 2021 год.
А в 2023 году сборник был отмечен медалью Союза писателей.
В 2024 году Светлана Астрецова сняла экспериментальный проект – 12-минутное нейро-анимационное музыкальное фэнтези «Маленькие ночные серенады. В соавторстве с искусственным интеллектом», в котором при помощи нейросетей воссоздала эстетику работ художников рубежа 19-го — начала 20-го века: Леона Бакста, Константина Сомова, Александра Бенуа, Обри Бердслея.
Фильм стал одним из первых опытов использования нейросетей в российской анимации.
Для создания визуального ряда было сгенерировано более 100 тысяч изображений и 2000 анимированных фонов. В итоговый монтаж вошла примерно одна генерация из трехсот.
Авторы проекта использовали гибридный метод, соединяющий искусственный интеллект с классической анимацией.

Фильм был представлен на международных кинофестивалях Fellini Film Festival, First-Time Filmmaker Lift-Off Sessions, Zilant , La Boheme cinema, «Свидание с Россией», «Крылатый барс» и получил ряд призов.
Выход "Маленьких ночных серенад" на экраны спровоцировал в СМИ дискуссии на этические и правовые темы: «Может ли искусственный интеллект стать угрозой для кинематографистов?»
, «Кому принадлежит авторское право на контент, созданный с использованием нейросетей?»

## Фильмография
- 2017 «Купец на все времена. Виртуальный музей Сергея Дягилева», 44 минуты — Режиссёр, автор сценария
- 2018 «КЛАСС», 52 минуты — Режиссёр, автор сценария, продюсер
- 2019 «Вертинский. Одинокий странник», 52 минуты — Режиссёр, автор сценария, продюсер, режиссёр монтажа
- 2023 «Булгаков. Этот мир — мой!», 1 час 05 минут — Режиссёр, автор сценария, продюсер, актриса (камео), режиссёр монтажа
- 2024 «Маленькие ночные серенады», 12 минут — Режиссер, автор сценария, продюсер, режиссер монтажа

## Призы и награды
- Приз "Лучшая авторская идея" - «Маленькие ночные серенады» - реж. Светлана Астрецова, 2024 г. - Международный кинофестиваль «Крылатый Барс»[46]// Международный кинофестиваль «Крылатый Барс»
- Специальная награда жюри «За режиссерское решение» «Маленькие ночные серенады» - реж. Светлана Астрецова, 2024г. - ZILANT FEST[47] // 26-й Казанский Международный кинофестиваль
- Приз "Русский культурный код" - документальный фильм «Булгаков. Этот мир - мой!», 2024г. - VIII МЕЖДУНАРОДНЫЙ РУССКИЙ КИНОФЕСТИВАЛЬ [48]// ЛАУРЕАТЫ VIII МЕЖДУНАРОДНОГО РУССКОГО КИНОФЕСТИВАЛЯ
- Приз зрительских симпатий — фильм «КЛАСС» — Первой национальной премии имени Дзиги Вертова за достижения в области неигрового кино, 2022 г.[49] // РИА-новости
- Лучшая книга в номинации «Художественная литература» «Зеркальный лабиринт» — по версии Независимой газеты за 2021 год.
- Главный Приз — картине «Вертинский. Одинокий странник» — за высокий художественный уровень, мастерское использование выразительных средств в документальном кино, яркое и глубокое раскрытие образа большого художника — отразившего душу России, режиссёру Светлане Астрецовой 2021 г.[50]
- PEOPLE’S CHOICE Award «Вертинский. Одинокий странник» 2020 г.[51]// 13-й Фестиваль российского документального кино в Нью-Йорке
- Лучший сценарий документального фильма «Вертинский. Одинокий странник» 2020 г.[52]// IV Международный кинофестиваль «Любовь в каждом сердце»
- Премия За доброту в искусстве «На благо мира» режиссёру фильма Вертинский. Одинокий странник 2020 г.[53]//Winner-tv
- Специальный приз режиссёру фильма «Вертинский. Одинокий странник» За проникновенный фильм-размышление о судьбе Александра Вертинского 2020 г.[54]// XXIХ МКФ «ЗОЛОТОЙ ВИТЯЗЬ»
- Специальный приз режиссёру фильма «Вертинский. Одинокий странник» За освещение малоизвестных страниц биографии великого русского артиста" 2019 г.[55]// XIII Международный кинофестиваль «Русское зарубежье»
- Специальный приз Дирекции МКФ 2019 г фильму «Вертинский. Одинокий странник» // XVI Международный благотворительный кинофестиваль «Лучезарный Ангел»[56]
- Специальный приз «За доброту в искусстве» фильму «Вертинский. Одинокий странник» 2019 // Первый кинофестиваль «Журавли»[57]
- Специальный приз Дирекции МКФ «За лучший документальный фильм, посвящённый Году балета в России» фильму «Класс» // XV Международный благотворительный кинофестиваль «Лучезарный Ангел»
- «Лучший документальный фильм года» (2018 г.) (фильм «Класс») // журнал «Эстет»[58]
- Специальный приз СДМКТ фильму «Класс» // Международный кинофестиваль «Любовь в каждом сердце» — 2019
- Специальный приз «За освещение малоизвестных страниц истории Русской культуры за рубежом» фильму «Купец на все времена. Виртуальный музей Сергея Дягилева»[59] // XI Международный кинофестиваль «Русское зарубежье»
- Специальный приз Дирекции МКФ за режиссёрский дебют в документальном кино фильму «Купец на все времена. Виртуальный музей Сергея Дягилева»[60]// XIV Международный благотворительный кинофестиваль «Лучезарный Ангел»